# João Franco do Vale
João Franco do Vale (Lisbona, 13 luglio 1930 – ...) è stato un pallanuotista portoghese, che ha partecipato alle Olimpiadi estive di Helsinki 1952.